# Jakobskirche (Wolfartsweier)

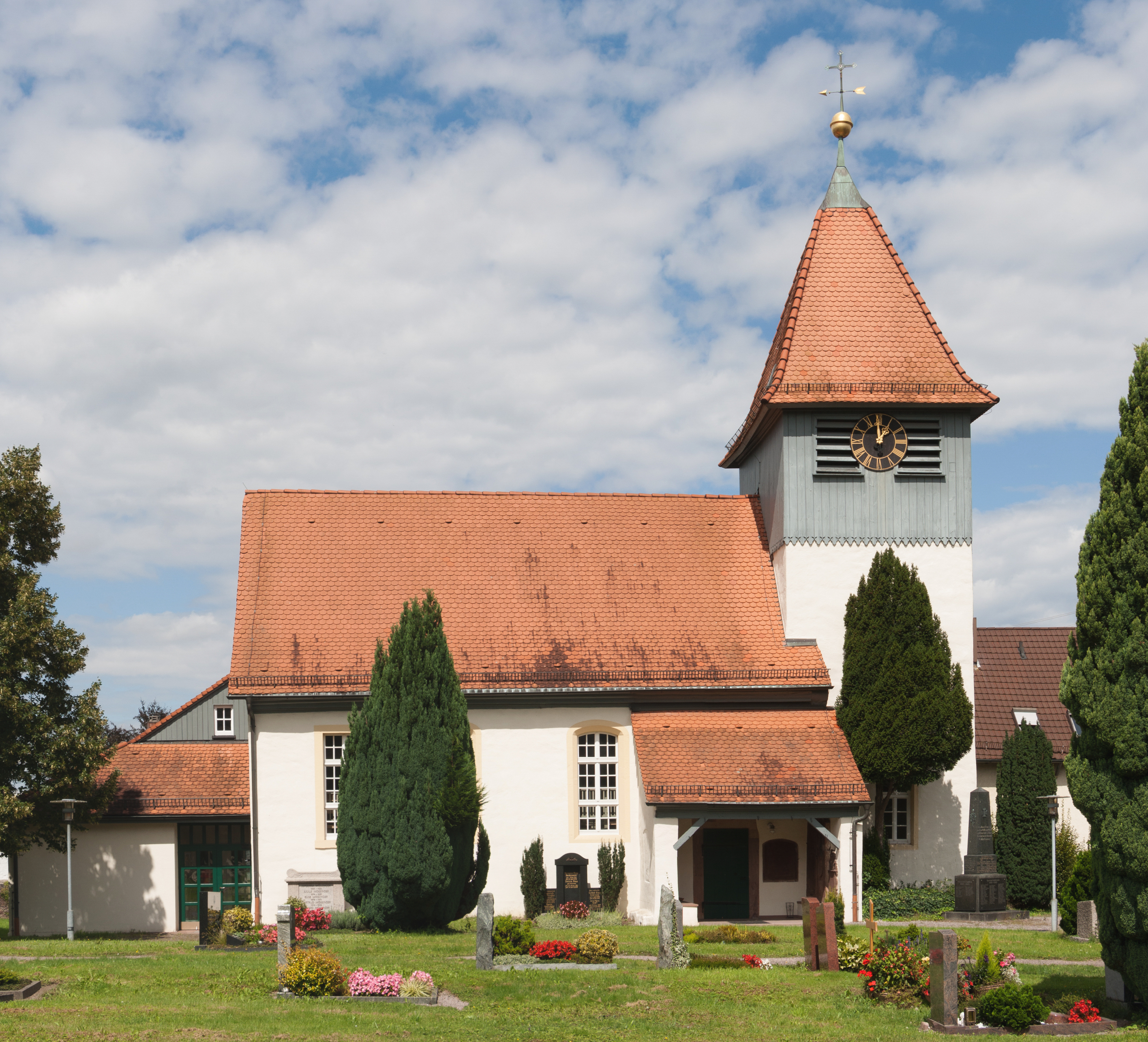
Jakobskirche in Wolfartsweier

Die evangelische Jakobskirche ist ein geschütztes Kulturdenkmal nach dem Denkmalschutzgesetz in Wolfartsweier, einem Stadtteil von Karlsruhe in Baden-Württemberg. Die Kirchengemeinde gehört zur Kirchengemeinde Bergdörfer im Kirchenbezirk Karlsruhe und Durlach der Evangelischen Landeskirche in Baden.

## Beschreibung
Die spätromanische Saalkirche aus dem 13. Jahrhundert besteht aus einem Langhaus, das nach einem Entwurf von Johann Heinrich Arnold 1744–45 um ein Joch nach Westen verlängert wurde, und einem Chorturm im Osten. Der mit einem Pyramidendach bedeckte Turm enthält im später aufgestockten Obergeschoss die Turmuhr und den Glockenstuhl mit drei Kirchenglocken. 1984/85 wurde das Langhaus im Westen und Norden durch einen Anbau erweitert.
Im Innenraum wurde die Ostung aufgegeben, indem der von Jürgen Goertz gebaute Altar vor die Nordwand gestellt wurde und die Stühle um diesen gruppiert wurden. Durch den Triumphbogen wird vom Langhaus der Chor, also das Erdgeschoss des Chorturms, erreicht, der im späten 15. Jahrhundert mit einem Kreuzrippengewölbe überspannt wurde. Beim Umbau 1985 wurde die Sakristei, die mit einem Tonnengewölbe überspannt ist, in den Innenraum einbezogen.